# Kouassi-Datékro
 Kouassi-Datékro è una città, sottoprefettura e comune della Costa d'Avorio, situata nel dipartimento di Koun-Fao; conta una popolazione di 25 883 abitanti (censimento 2014).